# Corina Caragea
Corina Caragea (* 31. Dezember 1982) ist eine rumänische Fernsehmoderatorin bei Pro TV.
Caragea arbeitet seit 2005 bei Pro TV und präsentiert hier unter anderem die täglichen Sportnachrichten.
Sie nahm 2011 an der Tanzshow Dansez pentru tine teil, der rumänischen Version der britischen Show Strictly Come Dancing, und belegte hier den vierten Platz.
Am 30. November 2019 moderierte Caragea zusammen mit dem portugiesischen Journalisten Pedro Pinto die Auslosung der Gruppen für die Fußball-Europameisterschaft 2021 im Complexul Expozițional ROMEXPO in Bukarest.